# Missouri-Kansas-Texas Railroad
La Missouri-Kansas-Texas Railroad (marchio di segnaletica MKT) era una compagnia ferroviaria di classe I negli Stati Uniti, con la sua ultima sede a Dallas. Fondata nel 1865 con il nome di Union Pacific Railway, Southern Branch, arrivò a servire un'ampia rete ferroviaria in Texas, Oklahoma, Kansas e Missouri. Nel 1988, si fuse con la Missouri Pacific Railroad; oggi fa parte della Union Pacific Railroad.
Nei suoi primi giorni, la MKT veniva comunemente chiamata "the K-T", che era il suo simbolo di borsa; questo presto si è evoluto in "the Katy".
La Katy fu la prima ferrovia ad entrare nel Texas da nord. Alla fine il sistema centrale della Katy collegava Parsons, Fort Scott, Junction City, Olathe e Kansas City, in Kansas; Kansas City, Joplin, Columbia, Jefferson City e St. Louis, in Missouri; Tulsa e Oklahoma City, Oklahoma; Dallas, Fort Worth, Waco, Temple, Austin, San Antonio, Houston e Galveston, in Texas. Un'ulteriore linea principale tra Fort Worth e Salina, Kansas, fu costruita negli anni 1980 dopo il crollo della Chicago, Rock Island and Pacific Railroad; questa linea operava come Oklahoma, Kansas and Texas Railroad (OKKT).
Alla fine del 1970, la MKT gestiva 2 623 miglia di strada e 3 765 miglia di binari.